# COSMIC RUNAWAY
「COSMIC RUNAWAY」（コズミック･ラナウェイ）は1995年2月1日にリリースされた浅倉大介のシングル。名義は「浅倉大介 Pred. AXS」。発売元はファンハウス。

## 概要
2ndアルバム『D-Trick』からのリカットシングル。ゲストボーカルとして貴水博之が参加しており、access結成のきっかけとなった楽曲。浅倉のソロ作品では自己最高の18.5万枚のセールスを記録し、オリコン最高位5位を獲得。東映映画『大失恋。』の主題歌に起用され、ライブアーティストとして浅倉本人も出演している。
タイトル曲のコーラスに宇都宮隆、葛城哲哉、阿部薫が、カップリング曲のコーラスに木根尚登が参加している。なお、これまで浅倉はソロ名義ではアルバムしかリリースしておらず、本作が浅倉にとって初のシングルとなった。
ちなみにタイトル曲のリミックス版が、1996年発売のリミックスベストアルバム『AXS REMIX BEST TRACKS』にてそれぞれショートバージョン、ロングバージョンとして収録されている。

## 収録曲
1. COSMIC RUNAWAY
  - 作詞：田口俊　作曲・編曲：浅倉大介
2. TOY BOX IN THE MORNING
  - 作詞：田口俊　作曲・編曲：浅倉大介
3. COSMIC RUNAWAY (Instrumental Mix)